# Brûleur

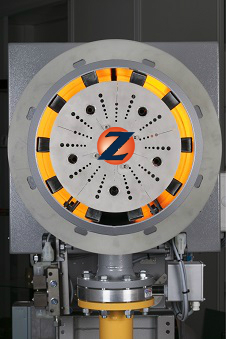
Grand brûleur à gaz naturel.

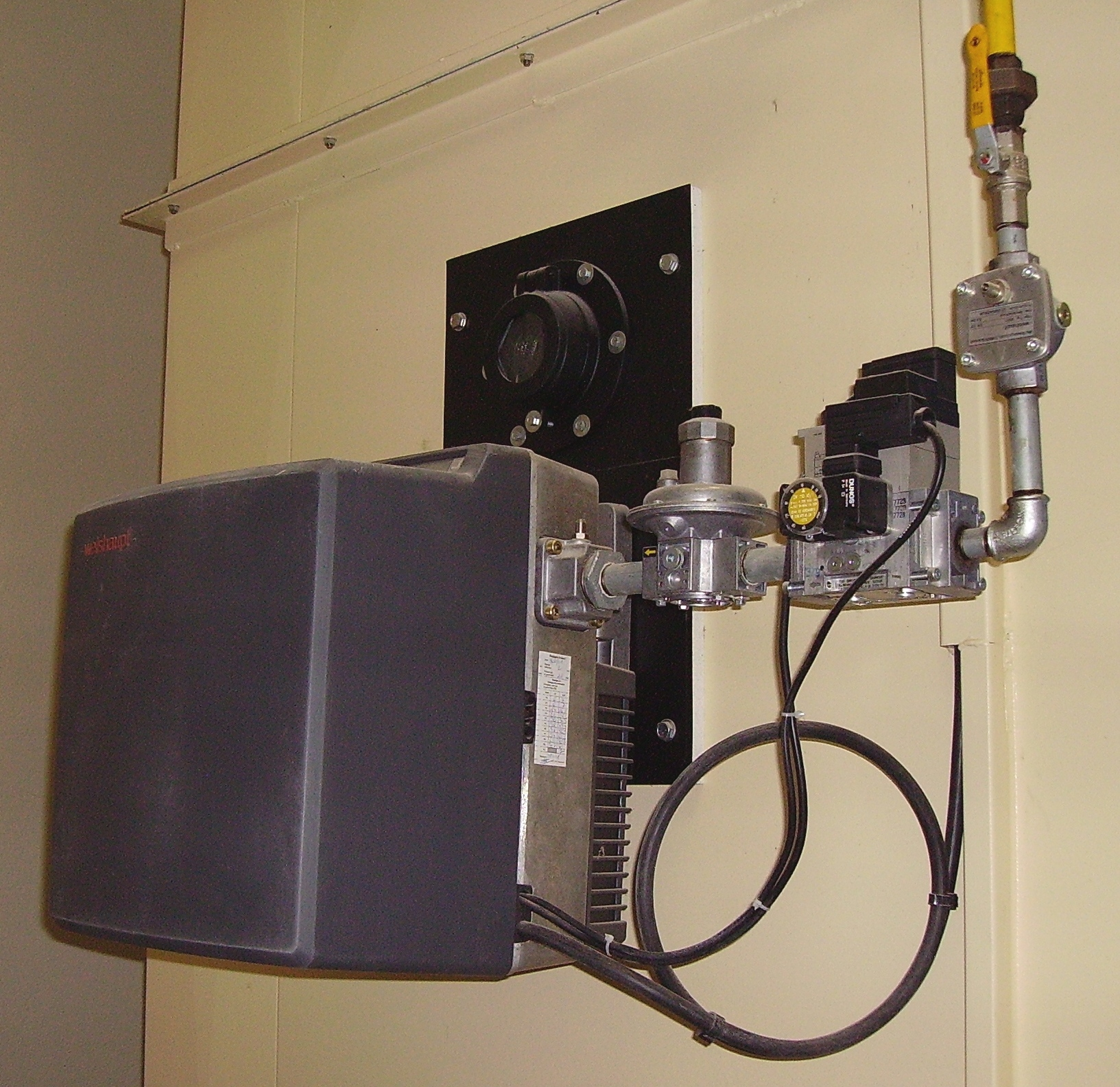
Brûleur au gaz naturel équipant une étuve de cuisson industrielle.

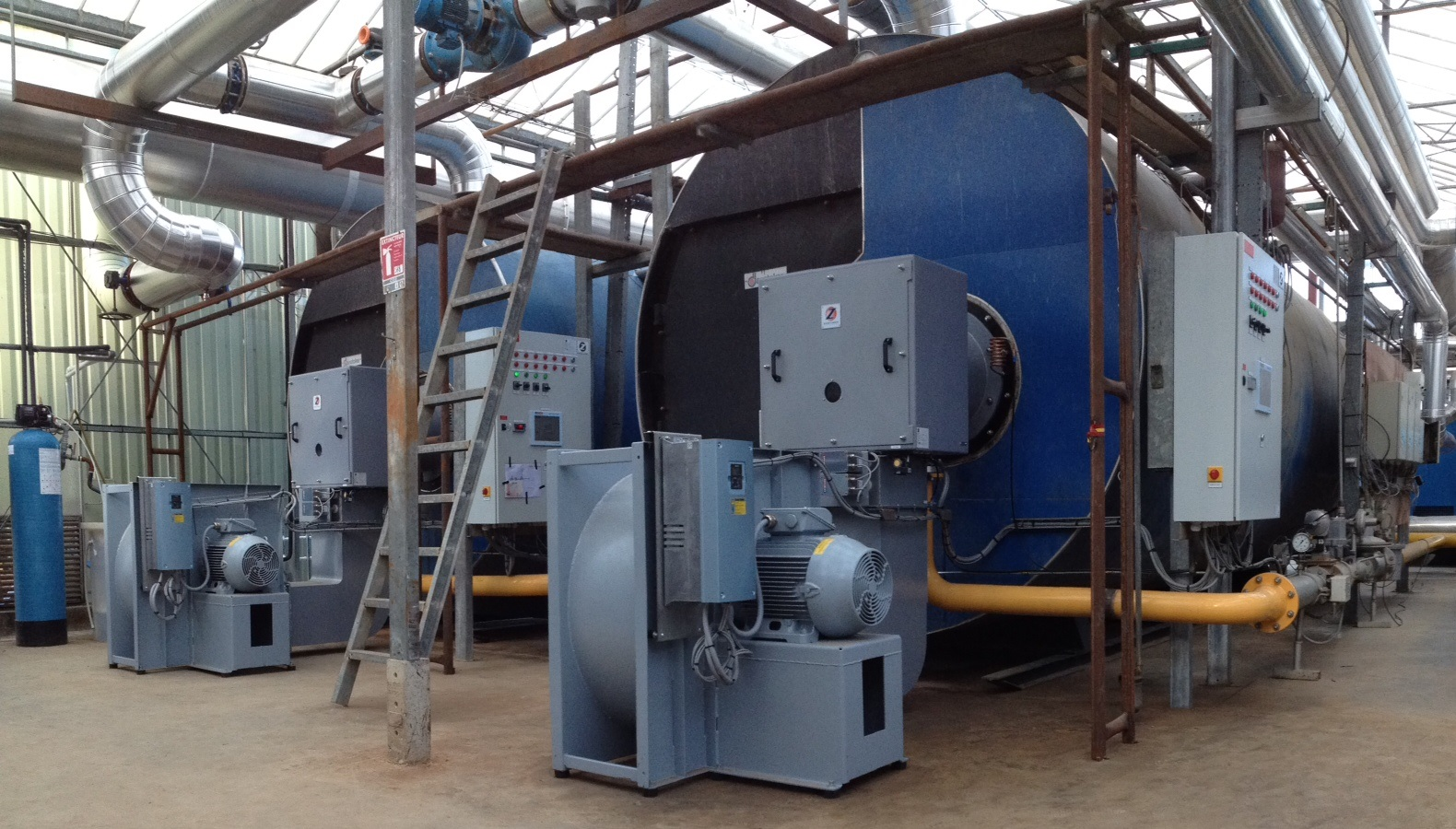
Ventilateur de combustion avec variateur de fréquence pour le gaz / brûleurs à mazout.

Un brûleur est l’élément électromécanique qui assure la production de chaleur en assurant un mélange entre un combustible (gazeux, liquide ou solide), avec un comburant (généralement de l'air, contenant naturellement de l’oxygène), produisant ainsi une combustion. Le mélange nécessite le meilleur réglage pour que le rendement de combustion soit maximum et que la combustion soit la meilleure possible, c'est-à-dire générant le moins possible d'imbrûlés et de polluants.

## Composition
Un brûleur est constitué d'un injecteur résistant à de hautes températures. Le fluide injecté est un combustible enflammé dès sa sortie, pour produire de la chaleur. Celle-ci peut être utilisée directement (brûleur de réchaud, chauffe-eau, chaudière, étuve, etc.), ou indirectement, par exemple pour produire un travail mécanique dans un moteur thermique.
Pour l'allumage des brûleurs, on utilise généralement une étincelle électrique, ou un brûleur d'allumage dans le cas de gros brûleurs industriels.

## Combustibles
Le combustible alimentant un brûleur peut être gazeux, liquide ou solide, seul ou en mélange, par exemple :
- dihydrogène
- méthane (gaz naturel) ;
- butane ;
- propane ;
- fioul ;
- huile (fossile, végétale, animale) ;
- charbon pulvérisé ;
- granulés de bois et déchets biomasse broyés ;
- déchets (dans les brûleurs de cimenterie par exemple).

## Fabricants de brûleurs
Brûleurs de petite et moyenne puissance : Bentone, Chappée, De Dietrich, Cuenod, NaturalFire...
Brûleurs de moyenne et grosse puissance : Fives-Pillard, Maxon, France Thermique

## Sociétés savantes en rapport
La Fondation de recherches internationales sur les flammes, fondée en 1948, regroupe des chercheurs travaillant sur les brûleurs industriels, Le Combustion Institute regroupe des chercheurs du monde académique et industriel travaillant sur des brûleurs de laboratoire et industriels.